# Vicki Lester
Vicki Lester, pseudonimo di Dorothy Day (New York City, 17 aprile 1915 – Beverly Hills, 7 maggio 2001), è stata un'attrice e modella statunitense.

## Biografia
Conclusi gli studi secondari, cominciò a lavorare come modella, affermandosi in breve tempo tra le più richieste tra le riviste specializzate. Grazie alla sua notorietà fu segnalata per il cinema ed esordì nel 1937 con una piccola parte nel musical Modella di lusso, con Warner Baxter e Joan Bennett. Nel film successivo, The Patient in Room 18, adottò e mantenne in seguito lo pseudonimo Vicki Lester, il nome ben augurante della protagonista del recente film È nata una stella, interpretato da Janet Gaynor.
Il primo ruolo da protagonista lo ebbe nella commedia del 1938 This Marriage Business, di Christy Cabanne, e in Il terzo delitto recitò con Barbara Stanwyck e Henry Fonda. Dopo una pausa di più di un anno, tornò protagonista nel 1940 con The Great Plane Robbery, con Jack Holt, mentre nella commedia brillante Tom, Dick e Harry ebbe una parte di supporto ai protagonisti Ginger Rogers e George Murphy. Vicki Lester fu ancora protagonista femminile nei suoi due successive B-movie, Quarta ripresa, ambientato nel mondo della box, e il western The Lone Rider and the Bandit (1942).
Nel 1943 tornò a New York interpretando il cortometraggio di propaganda bellica Donne in guerra. Vi utilizzò il proprio nome di Dorothy Day, che mantenne nel successivo musical del 1945 Il cavallino d'oro, con Betty Grable. Il 2 dicembre di quell'anno sposò il campione norvegese di sci Steven Stanford (1909-1979) e lasciò il cinema – vi ritornerà solo nel 1957 per fare la comparsa nella commedia Baciala per me, con Cary Grant – e aprì un negozio di abbigliamento.
Divorziata già nel 1946, si risposò nel 1947 con il regista Jack Bernhard (1914-1997). Vissero a Beverly Hills, dove Dorothy Day morì nel 2001, a 86 anni.

## Filmografia parziale
- Modella di lusso (1937)
- The Patient in Room 18 (1938)
- This Marriage Business (1938)
- Vacanze d’amore (1938)
- Il terzo delitto (1938)

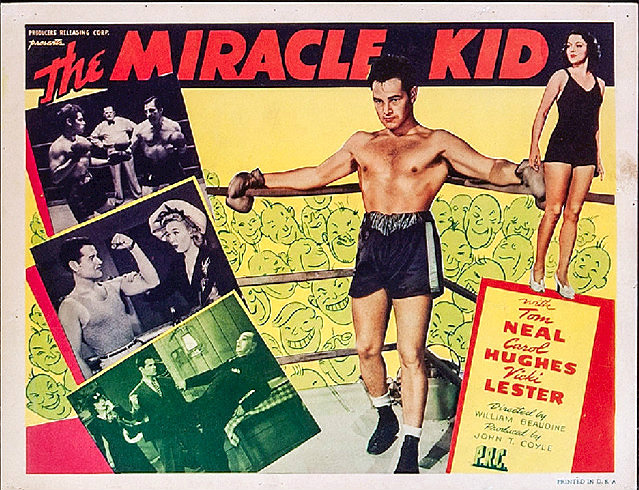
Locandina del film Quarta ripresa

- The Great Plane Robbery, regia di Lewis D. Collins (1940)
- You're Out of Luck (1941)
- Tom, Dick e Harry (1941)
- Quarta ripresa (1941)
- The Lone Rider and the Bandit (1942)
- You're Telling Me (1942)
- I Live on Danger (1942)
- Donne in guerra (1943)
- Il cavallino d'oro (1945)
- Baciala per me (1957)